# Сонолюминесценция
Сонолюминесце́нция — явление возникновения вспышки света при схлопывании кавитационных пузырьков, рождённых в жидкости мощной ультразвуковой волной. Типичный опыт по наблюдению сонолюминесценции выглядит следующим образом: в ёмкость с водой помещают резонатор и создают в ней стоячую сферическую ультразвуковую волну. При достаточной мощности ультразвука в самом центре резервуара появляется яркий точечный источник голубоватого света — звук превращается в свет.

## История и ранние исследования
Несмотря на то, что явление впервые наблюдалось ещё в 1930-е годы, механизм сонолюминесценции был долгое время совершенно непонятен. Связано это с тем, что в первых экспериментах были видны лишь одиночные и довольно тусклые вспышки, то есть всё это время не удавалось подобрать оптимальные условия для возникновения сонолюминесценции.

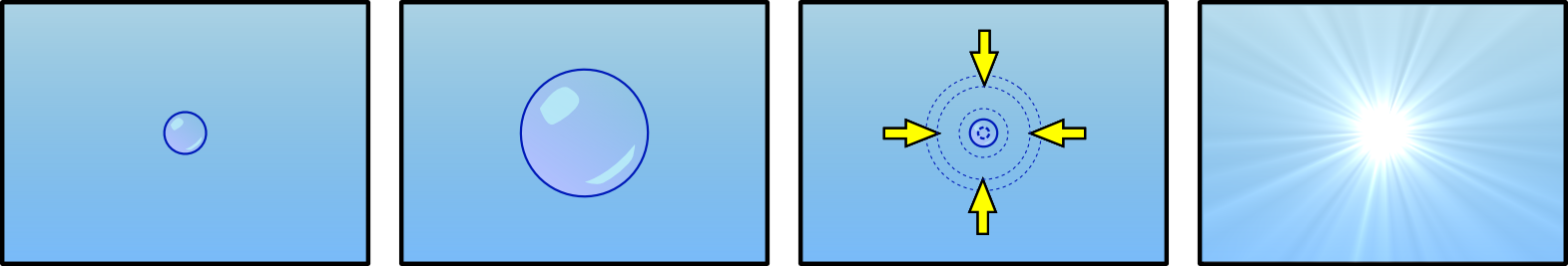
Слева направо: появление пузырька, медленное расширение, быстрое и внезапное схлопывание, испускание света.

В 1990-х годах появились установки, дающие яркий, непрерывный, устойчивый сонолюминесцентный свет. Как результат, появилась возможность изучать сонолюминесцентный свет не с помощью фотоплёнок (то есть накапливая свет за длительный промежуток времени), а в реальном времени, с отличным временным и пространственным разрешением. Эксперименты показали, что сонолюминесцентное свечение возникает в результате следующего цикла:
- Стоячая ультразвуковая волна в фазе разрежения создаёт в воде очень низкое давление, которое приводит к локальному разрыву воды и образованию кавитационного пузырька.
- В течение примерно четверти периода ультразвуковой волны (то есть пока давление остаётся  очень низким), пузырёк растёт, причём если стоячая звуковая волна сферически симметрична, то и пузырёк остаётся сферическим. В отдельных экспериментах диаметр пузырька достигал долей миллиметра.
- В фазе сжатия кавитационный пузырёк схлопывается, причём всё быстрее и быстрее. Процесс схлопывания ускоряет также сила поверхностного натяжения.
- В заключительные доли периода из центра схлопнувшегося пузырька вырывается очень короткая и яркая вспышка света. Поскольку в стационарном режиме кавитационный пузырёк рождается и схлопывается миллионы раз в секунду[источник не указан 1746 дней], мы видим усреднённый сонолюминесцентный свет.

С точки зрения физической интуиции сонолюминесценция обладает рядом парадоксальных свойств.
- Сонолюминесценция наиболее эффективно проявляется в обычной воде. Только в последние годы[когда?] с трудом удалось добиться возникновения сонолюминесценции в других жидкостях.
- Небольшая концентрация инертных газов, растворённых в воде, существенно усиливает эффект.
- Яркость сонолюминесцентного света резко увеличивается при охлаждении воды.
- Яркая сонолюминесцентная вспышка имеет, как правило, более-менее гладкий спектр, без каких-либо отдельных спектральных линий. Этот спектр круто растёт в фиолетовую сторону и приблизительно похож на спектр излучения абсолютно чёрного тела с температурой порядка сотен тысяч кельвин.

Именно спектр стал главным камнем преткновения при попытках объяснения явления. Если сонолюминесцентный свет имеет тепловое происхождение, то необходимо объяснить, как ультразвук нагревает воду до таких температур. Если же высокие температуры тут ни при чём, то каково вообще тогда происхождение света.

## Однопузырьковая и многопузырьковая сонолюминесценция
В 1990-х годах было открыто явление многопузырьковой сонолюминесценции. Оно возникает в том случае, если условия для кавитации создаются не в точке, а в довольно большой области, порядка сантиметра и более. В этом случае непрерывно рождается и схлопывается множество отдельных пузырьков, которые взаимодействуют, объединяются, сталкиваются друг с другом. В отличие от этого режима, описанный выше режим центрального пузырька стали называть однопузырьковой сонолюминесценцией.
При многопузырьковой сонолюминесценции свечение получается более тусклым и обладает совсем другим спектром. А именно, в спектре чётко прослеживаются и даже доминируют отдельные линии излучения; например, чётко видна линия излучения возбуждённого нейтрального радикала OH* при 310 нм. Кроме того, если в воде растворить какие-либо вещества, то их линии излучения также появляются в спектре. Всё это неопровержимо свидетельствует в пользу того, что свечение при многопузырьковой сонолюминесценции имеет тепловое происхождение. В зависимости от конкретных условий, температура светящегося участка при многопузырьковой сонолюминесценции составляла 2000—5000 кельвин.
Резкое отличие спектров одно- и многопузырьковой сонолюминесценции привело к появлению точки зрения, что речь идёт о совершенно разных явлениях. Однако в начале 2000-х годов появились работы, в которых был обнаружен плавный переход между этими двумя режимами сонолюминесценции. После этих работ стало понятно, что и однопузырьковая сонолюминесценция имеет тепловую природу, а её загадочный спектр объясняется слишком высокой температурой и давлением при схлопывании одного сферически симметричного пузырька, так что отдельные возбуждённые радикалы снимают возбуждение столкновительным способом и не успевают высветить фотон.

## Теоретическая модель
Итак, если природа света тепловая, то необходимо объяснить, за счёт чего достигаются столь высокие температуры.
В настоящее время считается, что нагрев воды происходит следующим образом.
- При быстром сжатии кавитационного пузырька, пары воды испытывают процесс, близкий к адиабатическому сжатию. При этом, поскольку радиус пузырька может уменьшиться в десятки раз, вполне возможен нагрев паров воды на порядки, то есть до нескольких тысяч кельвинов.
- Известно, что эффективность нагрева при адиабатическом процессе определяется показателем адиабаты, который в свою очередь сильно зависит от того, какой газ мы рассматриваем. Наиболее эффективно нагревание для одноатомных газов, так что даже небольшие примеси инертных газов в воде способны заметно повлиять на эффективность нагрева.
- Зависимость яркости сонолюминесценции от температуры воды определяется балансом между парами воды и инертных газов внутри пузырька. При понижении температуры воды летучесть паров инертных газов почти не меняется, в то время как давление насыщенных паров воды резко падает. Это приводит к лучшему нагреву паров при сжатии пузырька.
- Ясно, что начальный пузырёк имеет не совсем правильную сферическую форму. При схлопывании эти искажения симметрии усиливаются, и в результате не удаётся всю начальную энергию сфокусировать в точку. Если при однопузырьковой кавитации, когда начальные искажения малы, удаётся уменьшить радиус пузырька на порядок и более, то при многопузырьковой сонолюминесценции начальные искажения не позволяют сильно сжать пузырёк, что и сказывается на конечной температуре.
- В случае однопузырьковой сонолюминесценции на последней стадии коллапса кавитационного пузырька стенки пузырька развивают скорость до 1—1,5 км/с, что в 3—4 раза превышает скорость звука в газовой смеси внутри пузырька. В результате при сжатии возникает сферическая сходящаяся ударная волна, которая потом, отразившись от центра, проходит через вещество ещё раз. Известно, что ударная волна эффективно нагревает среду: при переходе через фронт ударной волны вещество нагревается в M² раз, где М — число Маха. Это, по-видимому, приводит к увеличению температуры ещё на порядок и позволяет достичь сотни тысяч кельвинов.

### Модель Швингера
Необычное объяснение эффекта сонолюминесценции, принадлежащее Швингеру, основано на рассмотрении изменений вакуумного состояния электромагнитного поля в пузырьке в процессе быстрого изменения формы последнего, с точки зрения, близкой к тому, что применяется обычно при описании эффекта Казимира, когда рассматривается вакуумное состояние электромагнитного поля в плоском конденсаторе, зависящее от граничных условий, определяемых пластинами. (См. также Эффект Унру). Более подробно этот подход был развит в работе Клаудии Эберлейн (Claudia Eberlein).
Если это верно, то сонолюминесценция — первый пример, в котором прямо экспериментально наблюдается излучение, связанное с изменением вакуумного состояния.
Высказывались аргументы в пользу того, что сонолюминесценция связана с преобразованием слишком большой энергии в слишком малое время, чтобы согласоваться с упомянутым объяснением. Однако другие заслуживающие доверия источники приводят доводы за то, что объяснение через вакуумную энергию может всё же оказаться верным.

## Применения сонолюминесценции
Кроме чисто научного интереса, связанного с пониманием поведения жидкости при подобных условиях,
исследования по сонолюминесценции могут иметь и прикладные применения. Перечислим некоторые из них.
- Сверхминиатюрная химическая лаборатория. Растворённые в воде реагенты будут присутствовать в плазме во время сонолюминесцентной вспышки. Варьируя параметры эксперимента, можно контролировать концентрацию реагентов, а также температуру и давление в этой сферической «микропробирке». Среди недостатков такой методики можно назвать
  - довольно ограниченное окно прозрачности воды, что затрудняет наблюдение реакции
  - невозможность избавиться от присутствия молекул воды и их элементов, в частности от гидроксил-ионов.
- Достоинствами методики являются
  - лёгкость, с которой удаётся создавать высокие температуры реакционной смеси.
  - возможность проводить сверхкороткие по времени эксперименты, на масштабах пикосекунд.

- Возможность запуска термоядерной реакции. Некоторые экспериментальные группы (Рузи Талейархан) утверждают, что смогли достичь в сонолюминесцентной вспышке температур порядка миллионов кельвинов, наблюдая при этом продукты термоядерной реакции. Подтверждение результатов этих экспериментов позволило бы получить компактный термоядерный реактор. Ситуация, однако, остаётся спорной и требует дальнейшего исследования.